# Melanie Sanford
Melanie Sarah Sanford (Providence, 16 de junio de 1975) es una química estadounidense que actualmente trabaja en la Universidad de Míchigan, donde ocupa los cargos de profesora de química Moses Gomberg Collegiate y profesora de química Arthur F. Thurnau.

## Biografía
Sanford nació y creció en Providence, Rhode Island. Asistió a la escuela secundaria Classical. Se graduó de la Universidad de Yale con una licenciatura y una maestría en química en 1996, después de haber realizado una investigación con Robert H. Crabtree, mientras competía por el equipo de Yale Gymnastics NCAA. Se graduó del Instituto de Tecnología de California con un Ph.D. en 2001, donde estudió química con Robert H. Grubbs. Realizó trabajos postdoctorales en la Universidad de Princeton.
Sanford comenzó su carrera académica como profesora asistente en la Universidad de Míchigan en 2003. Fue promovida a Profesora Asociada con permanencia en 2007 y profesora titular en 2013.

## Investigación
Es conocida por sus estudios de especies de organopalladio de alta valencia, particularmente las implicadas en las reacciones de funcionalización de C – H catalizadas por Pd.  Su grupo también ha desarrollado nuevos métodos para acceder a materiales fluorados y radiofluorados para agroquímicos, productos farmacéuticos y radiología.  En una colaboración con Matthew Sigman en la Universidad de Utah, su grupo ha diseñado nuevos compuestos para su uso en baterías de flujo redox.

## Premios y honores
Sanford ha recibido numerosos premios y honores que incluyen, entre otros:
- Premio Herbert Newby McCoy para Investigación de Posgrado (2001)[9]
- Premio a la nueva facultad de la Fundación Camille y Henry Dreyfus (2003)[10]
- Premio Beckman Young Investigator (2004)[11]
- Premio Boehringer Ingelheim al Nuevo Investigador en Síntesis Orgánica (2005)[12]
- Premio Eli Lilly Grantee (2005)[13]
- Premio CAREER de la Fundación Nacional de Ciencias (2006)[12]
- Premio de la Corporación de Investigación Cottrell (2006)[14]
- Premio AstraZeneca a la Excelencia en Química (2006)[15]
- Premio presidencial de carrera temprana para científicos e ingenieros (2006)[16]
- GlaxoSmithKline Chemistry Scholars Award (2006)[17]
- Premio Roche a la excelencia en química (2007)[18]
- Premio ACS Arthur C. Cope Scholar (2008)[19]
- Premio BASF a la Catálisis (2009)[20]
- Premio LSA a la Excelencia en la Enseñanza (2010)[21]
- Premio John Dewey para la educación de pregrado (2010)[22]
- Premio Nacional Fresenius (2010)[23]
- Cátedra Arthur F. Thurnau (2011)[24]
- Premio ACS en química pura (2011)[25]
- Premio de la Royal Society of Chemistry Fluorine (2011)[26]
- Beca MacArthur (2011)[27]
- Premio de Alumnos Distinguidos de Escuela Secundaria Clásica (2012)[28]
- Presidente colegial de Moses Gomberg (2012)[29]
- Premio Thieme IUPAC (2012)[30]
- Premio ACS Ipatieff (2013)[31]
- Premio Tetrahedron Young Investigator en Química Sintética (2013)[32]
- Premio Sackler en Química (2013)[33]
- ACS Sección de Sierra Nevada: Premio al químico distinguido (2013)[34]
- Premio de Reconocimiento a la Facultad de la UM (2014)[35]
- Premio OMCOS (2015)[36]
- Premio SABIC para jóvenes investigadores de catálisis (2015)[37]
- Miembro electo, Academia Americana de Artes y Ciencias (2016)[38]
- Miembro electo, Academia Nacional de Ciencias (2016)[39][40]
- Profesor universitario distinguido (2016)[41]
- Becario de ACS (2016)[42]
- Premio Blavatnik (2017)[10][43][44][45][46]

También es miembro de la Asociación Americana para el Avance de la Ciencia, y fue elegida miembro de la Academia Nacional de Ciencias y la Academia Americana de Artes y Ciencias en 2016.

## Publicaciones recientes
1. Ferguson, DM; Bour, JR; Canty, AJ; Kampf, JW; Sanford, MS "Aryl-CF 3 Coupling from Phosphinoferrocene-Ligated Palladium (II) Complexes," Organometallics 2019 , ASAP Article .[49]
2. Lee, SJ; Makaravage, KJ; Brooks, AF; Scott, PJH; Sanford, MS "Radiofluoración dirigida por aminoquinolina mediada por Cu de enlaces aromáticos C – H con K 18 F", Angew. Chem. En t. Ed . 2019 , artículo lo antes posible .[50]
3. Yang, L .; Brooks, AF; Makaravage, KJ; Zhang, H .; Sanford, MS; Scott, PJH; Shao, X. "Radiosíntesis de [ 11 C] LY2795050 para imágenes preclínicas y clínicas de PET mediante cianación mediada con Cu (II)", ACS Med. Chem. letón . 2018 , 9 , 1274-1279.[51]
4. Malapit, CA; Bour, JR; Brigham, CE; Sanford, MS " Acelerador de deconobelativo catalizado con níquel sin base Suzuki-Miyaura de fluoruros de ácido ", Nature 2018 , 563 , 100-104.[52]
5. Aguilera, EY; Sanford, MS "Complejos modelo para la funcionalización C – H transanular catalizada con paladio de aminas alicíclicas," Organometallics 2018 , 1 , 138-142.[53]
6. Mantell, M .; Kampf, JW; Sanford, MS "Síntesis Mejorada de [CpRRhCl 2 ] 2 Complejos," Organometallics 2018 , 37 , 3240–3242.[54]
7. Schimler, SD; Froese, RDJ; Bland, DC; Sanford, MS "Reacciones de electrófilos de arilsulfonato con NMe 4 F: Insight Mecánico, Reactividad y Alcance", J. Org. Chem . 2018 83 , 11178-11190.[54]
8. Cabrera, PJ; Lee, M .; Sanford, MS "Sistema de catalizador de paladio de segunda generación para la funcionalización transanular C – H de azabicicloalcanos", J. Am. Chem. Soc . 2018 , 140 , 5599–5606.[55]
9. Makaravage, KJ; Shao, X .; Brooks, AF; Yang, L .; Sanford, MS; Scott, PJH "Cianación mediada con cobre (II) [ 11 C] de ácidos arilborónicos y arilestanos," Org. Letón. 2018 , 20 , 1530-1533.[56]
10. Hendricks, KH; Robinson, SG; Braten, MN; Sevov, CS; Helms, BA; Sigman, MS; Minteer, SD; Sanford, MS "Catolitos oligoméricos de alto rendimiento para la separación macromolecular efectiva en baterías de flujo redox no acuosas", ACS Cent. Sci. 2018 , 4 , 189–196.[57]
11. James, BR; Boissonnault, JA; Wong-Foy, AG; Matzger, AJ; Sanford, "relaciones estructura actividad en catalizadores de armazón organometálico de metal para la síntesis continua de flujo de carbonato de propileno a partir de CO 2 y óxido de propileno," MS RSC Adv. 2018 , 8 , 2132-2137.[58]
12. Topczewski, JT; Cabrera, PJ; Saper, NI; Sanford, MS " Funcionalización de C – H transanular catalizada con paladio de aminas alicíclicas ", Nature 2016 , 531 , 220-224.[59]
13. Cocinero, ak; Schimler, SD; Matzger, A. J .; Sanford, MS " Selectividad controlada por el catalizador en la borylación C – H de metano y etano ", Science 2016 , 351 , 1421–1424.[60]
14. Camasso, NM; Sanford, MS " Diseño, síntesis y reacciones de acoplamiento de carbono-heteroátomo de complejos de níquel organometálico (IV) ", Science 2015 , 347 , 1218-1220.[61]
15. Hickman, AJ; Sanford, MS "High-Valent Organometallic Copper and Palladium in Catysis," Nature 2012 , 484 , 177–185.[62]